# U-19-Fußball-Europameisterschaft 2020
Die Endrunde der 36. U19-Europameisterschaft sollte ursprünglich vom 13. bis zum 26. Juli 2020 in Nordirland stattfinden. Angesichts der COVID-19-Pandemie wurde das Turnier am 1. April 2020 zunächst auf unbestimmte Zeit verschoben. Am 13. August 2020 wurde der neue Terminplan bekanntgegeben. Die Eliterunde waren für Oktober 2020 vorgesehen, das Finalturnier sollte in zwei Phasen im November durchgeführt werden. Die Gruppenspiele sollten in Nordirland ausgerichtet werden; die jeweiligen Gruppensieger und -zweiten hätten die Finalspiele, ebenfalls in Nordirland, ausgerichtet werden. Insgesamt sollten acht Mannschaften daran teilnehmen. Die jeweils nominierten Spieler mussten am 1. Januar 2001 oder später geboren worden sein. Die fünf besten Teilnehmer sollten sich für die Teilnahme an der U20-Weltmeisterschaft 2021 qualifizieren. 
Am 20. Oktober 2020 wurde der Rest des EM-Turniers nach mehreren Verschiebungen komplett abgesagt. Da die Europameisterschaft als Qualifikation zur U20-Weltmeisterschaft 2021 dienen sollte, werden, nach Entscheidung der UEFA, die fünf bestplatzierten Teams in der UEFA-Koeffizientenrangliste der Qualifikationsrunde für die Saison 2019/20 Europa bei dem Turnier vertreten. Dies sind England, Frankreich, Italien, die Niederlande und Portugal.

## Vergabe
Das Exekutivkomitee des europäischen Verbandes der UEFA erteilte Nordirland im Dezember 2016 zum zweiten Mal nach 2005 den Zuschlag zur Ausrichtung einer U19-Europameisterschaft.

## Qualifikation
Die Qualifikation zu dem Turnier findet in zwei Stufen statt. Auf die erste Qualifikationsrunde, die im Herbst 2019 stattfand, folgt eine zweite Runde, Eliterunde genannt, die im Oktober 2020 ausgetragen werden sollte. Nordirland war als Gastgeber direkt qualifiziert.

### Erste Runde
Die Auslosung der ersten Runde erfolgte am 6. Dezember 2018 in Nyon. Portugal erhielt als punktbeste Mannschaft der Dreijahreswertung vorab ein Freilos für die Eliterunde, Europameister Spanien hingegen nicht. Die übrigen 52 Teilnehmer wurden auf 13 Gruppen à vier Mannschaften aufgeteilt. Die Gruppenersten und -zweiten erreichten die Eliterunde im Oktober 2020, ebenso der beste Gruppendritte.
Deutschland traf in der Qualifikation auf Schottland, Belarus und Andorra und konnte sich vor dem letzten Spieltag für die Eliterunde qualifizieren. Österreich musste gegen Irland, Gibraltar und die Schweiz spielen, sowohl Österreich als auch die Schweiz kamen weiter. Luxemburg kämpfte hingegen erfolglos gegen England, Bosnien und Nordmazedonien um ein Ticket für die nächste Runde. Liechtenstein nahm nicht an der Qualifikation teil.

### Eliterunde
Die Auslosung der Eliterunde fand am 3. Dezember 2019 in Nyon statt. In der Eliterunde wurden die verbleibenden Mannschaften in sieben Gruppen à vier Mannschaften eingeteilt.
Jede Gruppe hätte ein Mini-Turnier in einem Land ausspielen sollen. Die sieben Gruppensieger der Eliterunde hätten sich für die Endrunde qualifiziert. Die Eliterunde sollte ursprünglich vom 25. bis zum 31. März 2020 stattfinden, musste jedoch aufgrund der globalen COVID-19-Pandemie auf einen zunächst nicht bekannten Zeitraum verschoben werden. Am 13. August gab die UEFA bekannt, dass die Runde im Oktober 2020 durchgeführt werden sollte, doch wurde der Rest des Turniers im Oktober 2020 abgesagt.
Die Auslosung hatte folgende Gruppen ergeben:
| Gruppe 1    | Gruppe 2       | Gruppe 3     | Gruppe 4   | Gruppe 5  | Gruppe 6   | Gruppe 7      |
| ----------- | -------------- | ------------ | ---------- | --------- | ---------- | ------------- |
| Österreich  | Spanien 1      | Georgien     | England    | Italien 1 | Portugal   | Niederlande 1 |
| Wales 1     | Belgien        | Schottland   | Ukraine    | Norwegen  | Türkei     | Tschechien    |
| Deutschland | Bulgarien      | Frankreich 1 | Dänemark 1 | Island    | Kroatien 1 | Schweiz       |
| Serbien     | Nordmazedonien | Russland     | Lettland   | Slowenien | Slowakei   | Finnland      |